# Geijera parviflora
Geijera parviflora es una especie de pequeño árbol perteneciente a la familia de las rutáceas. Es originaria del interior en el este de Australia. Cuenta con finas hojas caídas, de hasta 18 cm de largo.

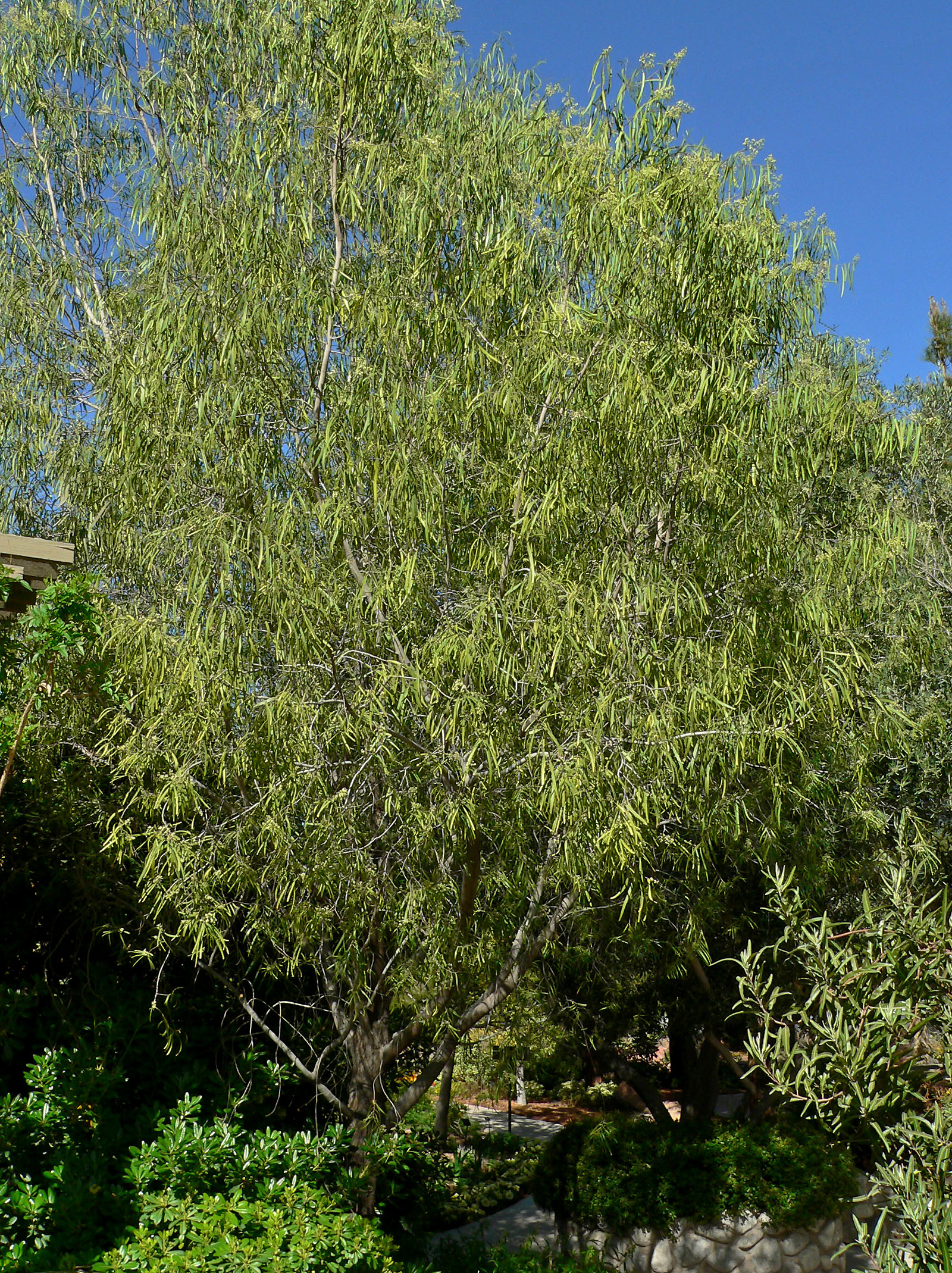
Vista de la planta

## Descripción
Es un pequeño árbol que puede alcanzar hasta los 10 metros de altura, tiene las ramas colgantes. Las hojas son lineares a lanceoladas y miden de 3,5 a 18 cm  de largo y 0.4-1 cm de ancho. Estas emiten un fuerte olor cuando se aplastan. Los pequeños pétalos blancos de este miembro de la familia de los cítricos se producen entre junio y noviembre. Su olor ha sido descrito como fétido, y por esto atraen a las moscas azules. Las flores también se han descrito con un olor fuerte de cítricos, lo que atrae a los insectos. Los frutos son globosos, con alrededor de 5 mm de largo, con semillas brillantes en el interior  de color negro. La regeneración por la semilla fresca y por esquejes ha demostrado ser difícil. Se sugiere que la dura capa de la semilla se rompa, para ayudar a la germinación de estas.

## Distribución y hábitat
Prefiere los suelos calcáreos o las arcillas rojas o suelos arenosos, y crece como  árbol disperso en los bosques abiertos. Se encuentra en el interior de Australia, desde el centro-oeste de Nueva Gales del Sur y Queensland hasta Victoria en el sur de Australia.

## Usos
Geijera parviflora da una sombra útil y forraje  en áreas agrícolas. Las ovejas la pastan en particular, disfrutando de las ramas más bajas.
A pesar de ser de crecimiento lento,  se planta en Australia y en el extranjero como planta ornamental. Prefiere el pleno sol y tolera las heladas ligeras ocasionales y la sequía. 
Los indígenas australianos mastican las hojas aromáticas para aliviar el dolor de muelas.

## Taxonomía
Geijera parviflora fue descrita  por  John Lindley  y publicado en Journal of an Expedition into the Interior of Tropical Australia 102, en el año 1848.
Etimología
Geijera: nombre genérico otorgado en honor del autor botánico sueco J. D. Geijera.
El epíteto específico parviflora deriva del latín, y significa "pequeñas flores".
Sinonimia
- Eriostemon linearifolius DC.
- Geijera pendula Lindl.
- Zanthoxylum australasicum A.Juss.[8]

## Galería

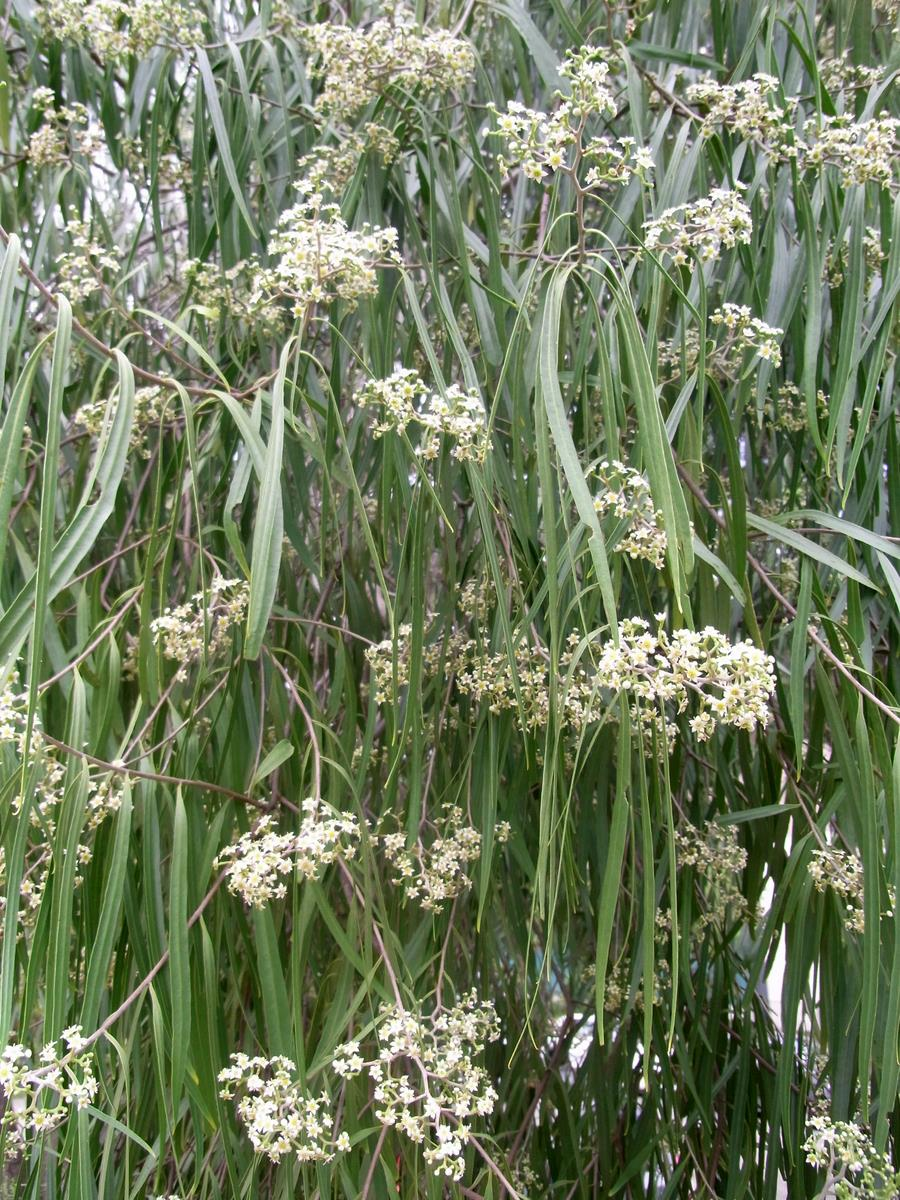
Detalle de las hojas
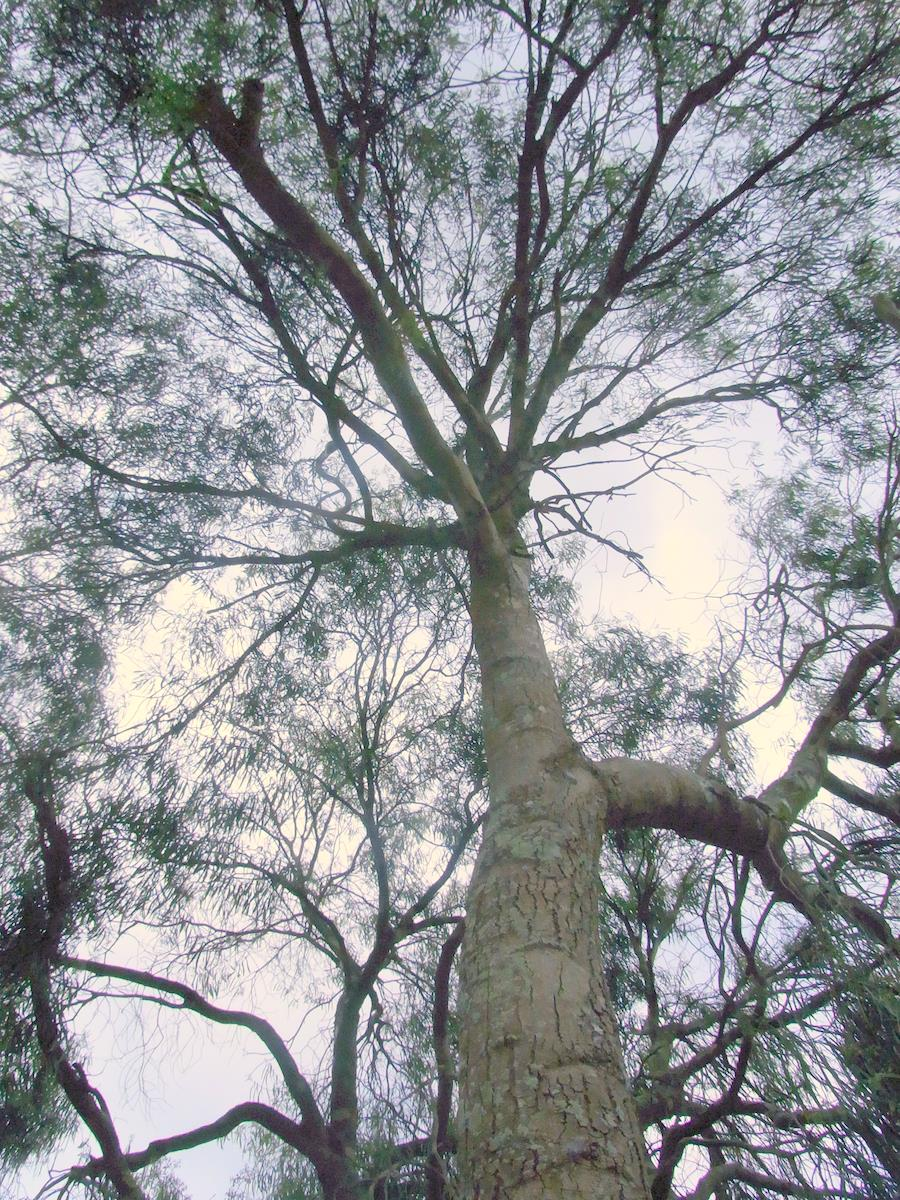
Hábitat
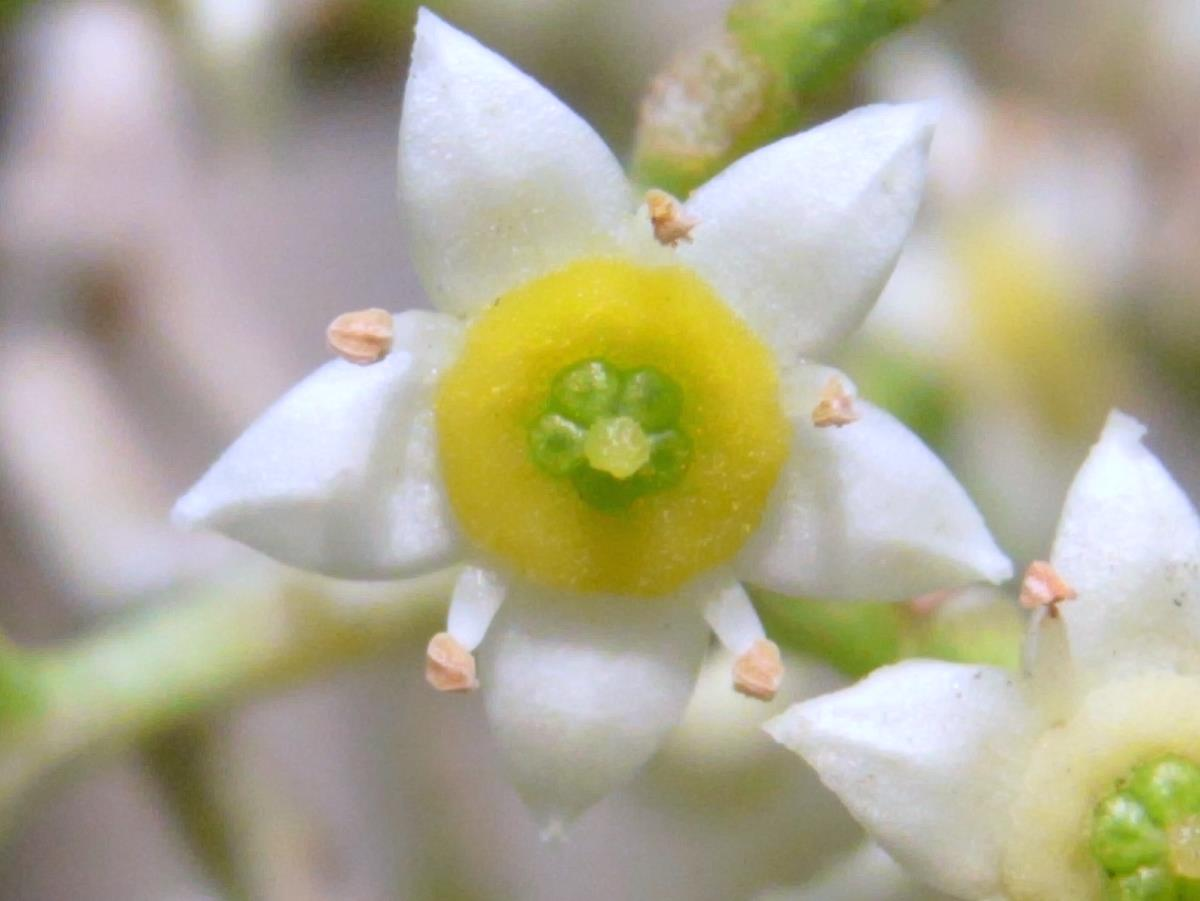
Flores
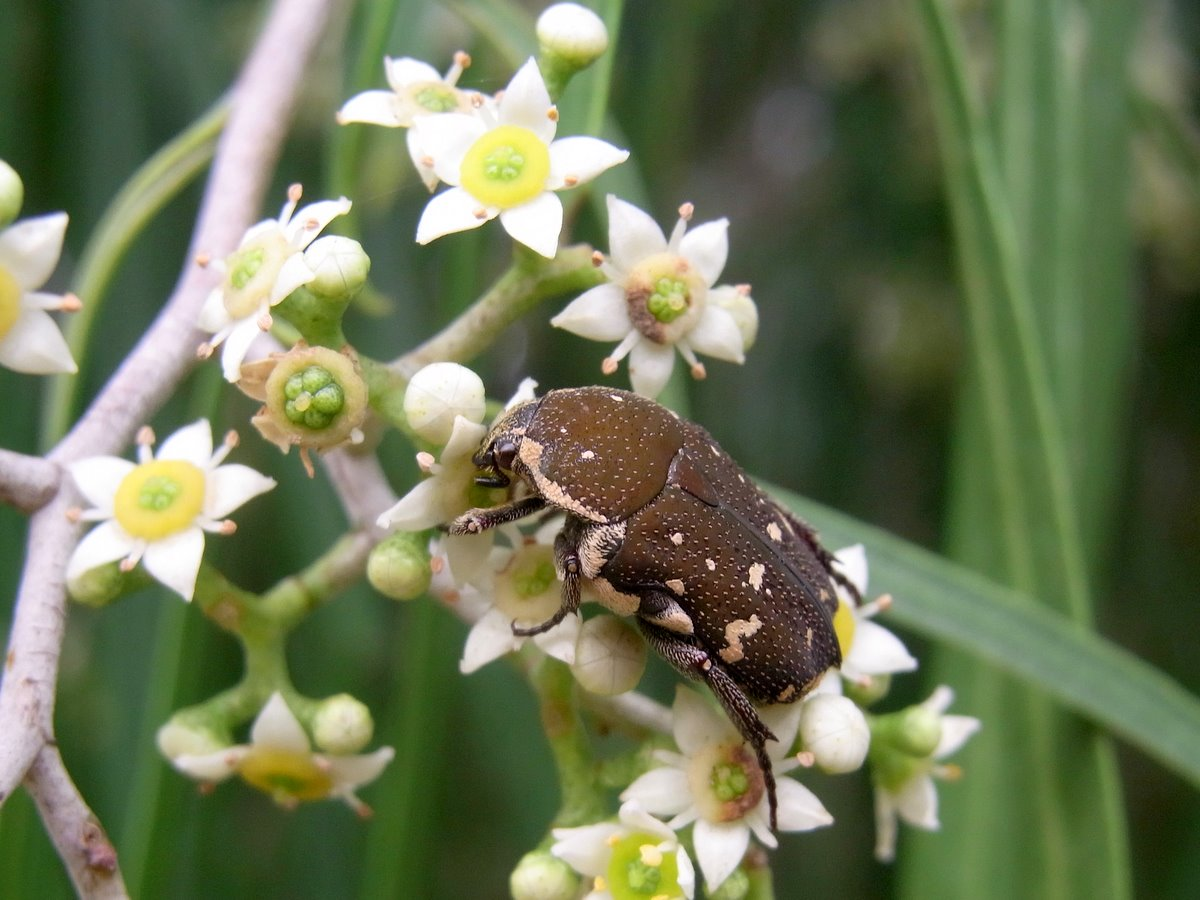
Flores atrayendo insectos